# 大氣繞射
大氣繞射表現在以下主要方面：
- 光學大氣繞射

日出動畫（15 秒/幀），帶有由水滴引起的衍射環，僅在太陽接近地平線時可見

- 無線電波繞射是指從地球電離層散射出的無線頻率或較低頻率，從而實現更長距離的無線廣播。
- 聲波繞射是指聲音波彎曲，當聲音穿越幾何物體的邊緣時發生。這會產生一種即使聲源被固體物體擋住仍能聽到聲音的效果。聲波會明顯彎曲繞過固體物體。

然而，如果物體的直徑大於聲波的聲學，在物體後方將產生一個「聲音陰影」，在該區域聲音是聽不到的。（註：根據材料的不同，一些聲音可能會穿過物體傳播）。

## 光學大氣繞射

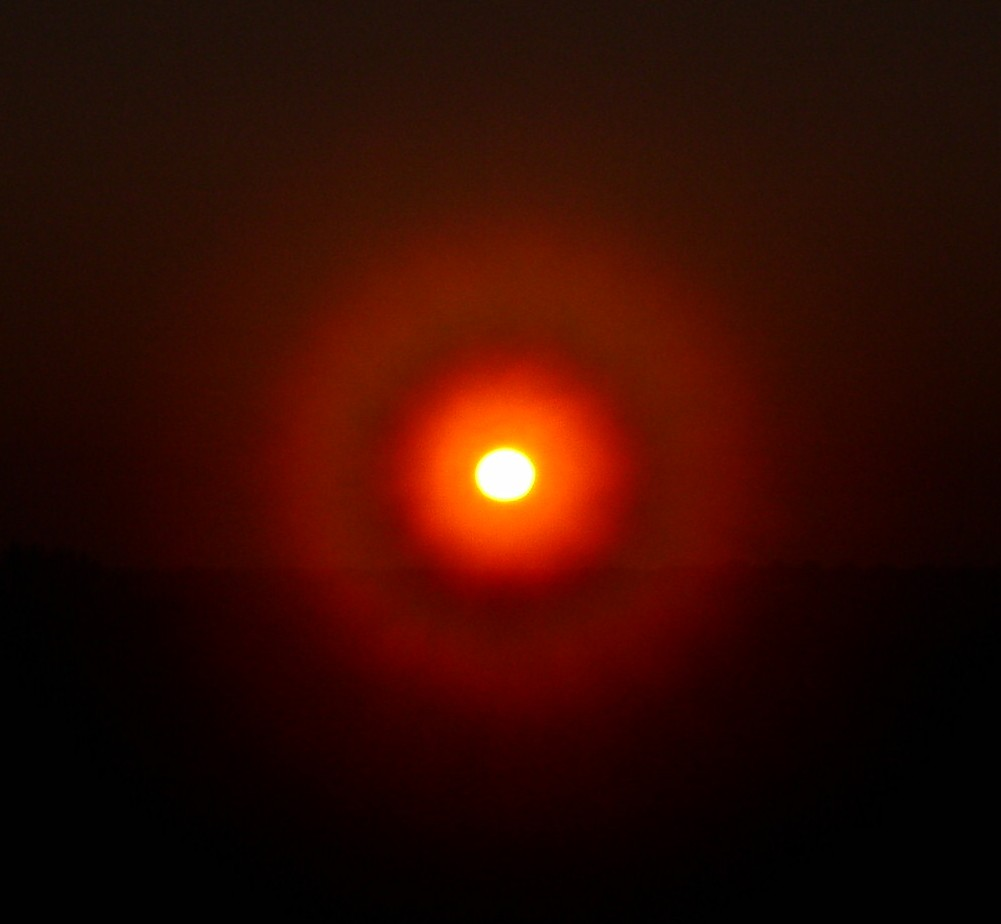
太陽的繞射環

當光通過由幾乎均勻大小的水或氣溶膠微粒或冰晶組成的薄雲層時，光將會因粒子的邊緣而發生繞射或彎曲。光的這種彎曲程度取決於光的波長（顏色）和粒子的大小。其結果是一系列的環，似乎從太陽、月球、行星或其他天體中散發出來。這個圖案中最明顯的部分是中心的幾乎白色圓盤。這類似於大氣艾里斑，但實際上並不是艾里斑。它不同於彩虹和暈，主要是由折射引起的。

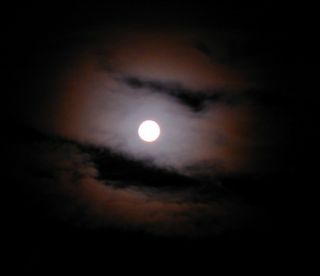
月亮的繞射環

左邊的照片顯示了由氣溶膠形成的簾幕引起的太陽升起時的繞射環。當太陽升得足夠高時，這種效應會戲劇性地消失，直到在地球表面上不再能看到該圖案。這種現象有時被稱為日冕效應，不要與太陽冕混淆。
右邊是一個曝光時間為1/10秒的滿月。月亮透過薄薄的蒸汽雲可見，這些雲發光，形成一個明亮的圓盤，周圍是一個紅色的發光環。更長時間的曝光將顯示出更多的淡色，在外部紅色環之外。
另一種形式的大氣繞射或光的彎曲發生在光穿過對流層中間層的細微懸浮粒子層時。這種效應不同於水基大氣繞射，因為灰塵材料是不透明度的，而水允許光通過。這將光染上灰塵顆粒的顏色。這種著色可能從紅色變化到黃色，具體取決於地理位置。另一個主要的區別是，灰塵基礎的繞射作為一個放大鏡，而不是創建一個明顯的暈。這是因為不透明物質不具有水的透鏡性質。這種效果使物體在被灰塵扭曲圖像的同時變得更加模糊。這種效果主要取決於大氣中灰塵的數量和類型。

## 電離層中的無線電波傳播
電離層是位於地球大氣層之上的部分電離氣體層；這些氣體是由太陽發出的宇宙射線所電離的。當無線電波進入這個區域時，它們會以與上述可見光現象類似的方式進行繞射。 在這種情況下，部分電磁能量會以一個很大的弧度彎曲，使得它能夠在非常遠的地方（離廣播源數百公里的地方）返回到地球表面。更顯著的是，其中一些無線電波能夠反射在地球表面並第二次到達電離層，距離甚至比第一次到達的地方還要遠。因此，一個功率較高的發射器可以通過使用多次電離層“跳躍”有效地廣播超過1000公里。在有利的大氣條件下，良好的“跳躍”發生，即使是低功率的發射器也可以聽到世界的一半。這通常發生在“新手”無線電愛好者“哈姆”身上，他們根據法律被限制在不超過65瓦的發射器。康提基探險隊使用了一個6瓦的發射器與太平洋中部通信。有關更多詳細信息，請參見維基百科中“康提基探險隊”條目的“通信”部分。
這種無線電波傳播的異常變體已經被研究，理論上，如果地球上的一個來源創造了一個高功率的球形聲學波，那麼電離層反射可能會大大夸張。

## 在地球表面附近的聲學繞射
在聲音波在地球表面附近傳播的情況下，當這些波穿越幾何邊緣（如牆壁或建築物）時，波將會被繞射或彎曲。這種現象導致了一個非常重要的實際效果：我們可以“繞過角落”聽到聲音。由於涉及的頻率，相當多量的聲能量（大約百分之十）實際上穿越這個本來是聲音“陰影區”的區域。可見光也表現出類似的效果，但由於其波長要短得多，只有微小的光能量能夠穿過角落。
一個有用的聲學分支處理隔音屏障的設計，定量地研究這種聲學繞射現象，以計算聲牆或堤壩的最佳高度和位置，這些聲牆或堤壩鄰近高速公路。
這種現象也是計算飛機噪音的聲級的固有部分，以便可以準確地了解地形特徵。通過這種方式，可以產生聲級等高線圖，或者等高線地圖，它們忠實地描述了變化地形上的結果。

## 外部連結
- 解釋和圖片庫 （页面存档备份，存于） - 大氣光學，Les Cowley